# Yadanarbon Football Club
Yadanarbon Football Club (em birmanês: ရတနာပုံ ဘောလုံး အသင်း) é um clube de futebol sediado em Mandalay, Myanmar. Disputa a primeira divisão do país.

## Títulos
- Myanmar National League: 2009, 2009–10, 2010 e 2014
- MNL Cup: 2009 e 2009–10[4]
- Copa dos Presidentes da AFC: 2010

## Elenco atual
Atualizado a 17 de setembro de 2015.
Legenda
- : Capitão
- : Jogador suspenso
- : Jogador lesionado